# 德惠站
德惠站位于中华人民共和国吉林省長春市德惠市，是京哈铁路上的火车站，建于1903年，由中国铁路沈阳局集团长春车务段管辖，现办理客货运业务。

## 歷史
- 建于1903年。

## 車站周邊
- 德惠公路客运站
- 中国邮政储蓄银行德惠支行
- 中国移动昌盛营业厅
- 中国工商银行德惠支行
- 德惠紫宴皇家假日酒店
- 德惠市农电局
- 苏宁易购德惠新华街店
- 住邦休闲购物商都百货
- 乾嘉商务大酒店
- 德惠东正教堂旧址
- 德惠市中医医院
- 德惠第五中学
- 德惠市人民政府
- 德惠市第二人民医院
- 惠民公园

## 外部連結
- 维基共享资源上的相關多媒體資源：德惠站